# Abd al-Rahman ibn Katir al-Lahmi
Abd al-Rahman ibn Katir al-Lahmi fue el penúltimo gobernador omeya de al-Ándalus desde octubre de 746 hasta enero de 747.
Fue sucedido por Yusuf ibn 'Abd al-Rahman al-Fihri.